# Auditorium Jean-Moulin
 (novembre 2018).
 (novembre 2018).
Si vous disposez d'ouvrages ou d'articles de référence ou si vous connaissez des sites web de qualité traitant du thème abordé ici, merci de compléter l'article en donnant les références utiles à sa vérifiabilité et en les liant à la section « Notes et références ».
L'Auditorium Jean-Moulin, scène départementale située au cœur du Vaucluse, est géré par le Conseil départemental de Vaucluse. Créé en 1984 à l'initiative du département, il dispose d'une salle de 590 places. Des spectacles de musiques du monde, de jazz, de chanson française, ainsi que de danse, de cirque et de théâtre y sont proposés.
Des compagnies vauclusiennes sont également accueillies en résidence.

## Histoire
L'auditorium  Jean-Moulin a été construit en 1982, sur une initiative du Conseil départemental de Vaucluse, et plus particulièrement de son président Jean Garcin. Dès sa création, sa gestion est confiée à une association. De  2012 à 2019, c'est l'association « Arts vivants en Vaucluse » qui gère cette scène départementale. Arts Vivants en Vaucluse développe un projet artistique partenarial comprenant de la diffusion de spectacles (musiques, danse, théâtre, cirque…) avec une politique tarifaire contrainte, des actions pédagogiques et culturelles (publics scolaires, famille, publics empêchés, école du spectateur..) ainsi que de l’accueil de compagnies en résidence. Depuis 2020, le Département de Vaucluse en a repris la gestion.

## Description
L'auditorium départemental Jean-Moulin est situé en périphérie du centre-ville de la Commune du Thor dans le canton de l'Isle sur Sorgue, chemin des Estourans.
Construit en 1982, l'auditorium a été à l'origine implanté volontairement hors de toute urbanisation dans un site agricole marqué par les haies de protection aux vents et le passage des différents bras des Sorgues.
Peu à peu, l'urbanisation rapide que connait la commune du Thor depuis quelques années est en train de rattraper le site de l'auditorium.[réf. nécessaire]

## Architecture
Le bâtiment de l'Auditorium se caractérise par une imbrication d'hexagones de tailles et hauteur différentes. Il en résulte une architecture complexe proposant un étagement des volumes autour de la salle de spectacle qui émerge de l'ensemble et culmine à une hauteur d'environ 15,5 m.
Le bâtiment combine une structure classique en béton avec un principe de structure bois en lamellés collés pour la salle de spectacle et charpente bois et toiture en bac aciers.[réf. nécessaire]